# Orsja
Orsja (Wit-Russisch en Russisch: О́рша, IPA: ['orʂa], Litouws: Orša) of Vorsja (Wit-Russisch: Ворша) is een Wit-Russische stad met 116.000 inwoners en ligt in de oblast Vitebsk. Het ligt in het noordoosten van het land, aan de rivier de Dnjepr.

## Geschiedenis
De oudste vermelding van Orsja dateert uit 1067, Rsha genoemd, zodat het een van de oudste steden van Wit-Rusland is. In 1320 werd het deel van het grootvorstendom Litouwen. In de jaren 1398-1407 werd het kasteel gebouwd.
In de omgeving vond in september 1514 de veldslag bij Orsja plaats tussen het Pools-Litouws Gemenebest en het grootvorstendom Moskou. 
Tijdens de Tweede Wereldoorlog werd in Orsja begonnen met de bouw van een hoofdkwartier voor de Duitse führer. De bouw begon in juli 1943 maar is nooit afgemaakt en niet als zodanig gebruikt. De plaats was wel een belangrijke standplaats voor de Luftwaffe. Na het begin van het grote offensief van het Rode Leger behoorde Orsja tot een van de eerste terugveroverde steden. Daarbij werd bij dagenlange gevechten de stad bijna volledig verwoest.

## Economie
De grootste onderneming is een textielfabriek waar vooral linnen producten worden gemaakt. Verder zijn er een machinefabriek, metaalfabriek, gereedschaps fabriek, een bedrijf dat prefab betonproducten maakt, een vleesverwerkend bedrijf en ondernemingen op gebied van transport en opslag.
Bij het vliegveld bevindt zich een onderhouds- en reparatiewerkplaats voor (militaire) vliegtuigen.
In januari 2019 ondertekende Loekasjenko een decreet waarin ondernemingen in het district Orsja voordelen krijgen toegekend, geldend tot 31 december 2023.

## Verkeer

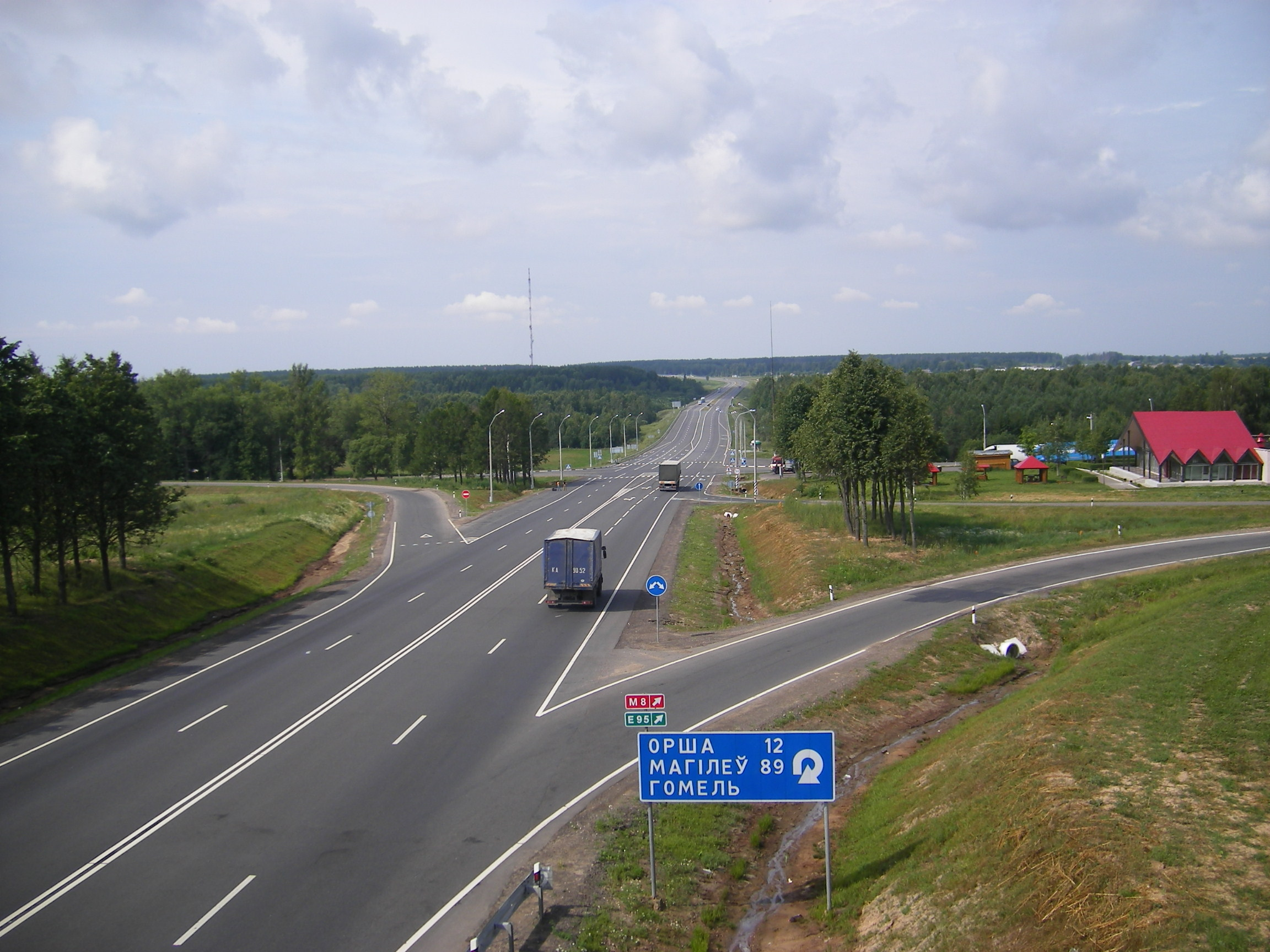
Autosnelweg M-1

Orsja is een spoorwegknooppunt waar de lijn van Warschau via Minsk naar Moskou, en die van Sint-Petersburg via Sjlobin naar Gomel en Kiev elkaar kruisen. Ook directe treinen van Sint-Petersburg naar Minsk rijden via Orsja. Een bijzonderheid van het knooppunt is de veelheid van aangelegde verbindingen tussen de drie stations.
De stad ligt bovendien aan de E-30 van Warschau via Minsk naar Moskou, in Wit-Rusland M-1 genummerd.

## Geboren
- Lev Semjonovitsj Vygotski (1896), psycholoog en filosoof
- Igor Zjelezovski (1963), schaatser
- Aljaksandr Koetsjynski (1979), wielrenner

## Afbeeldingen

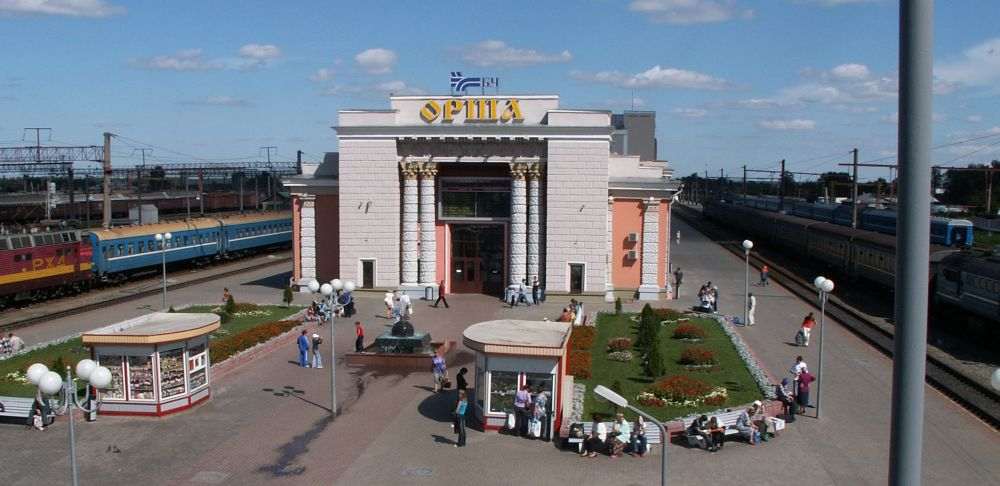
Centraal station
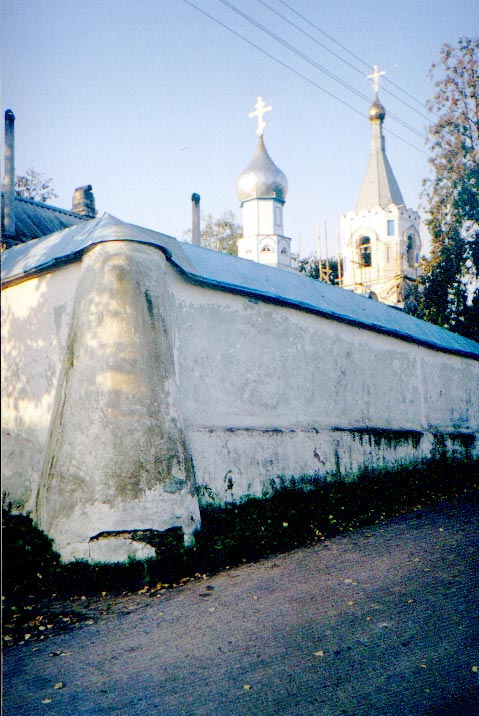
Orthodoxe kerk uit 1880
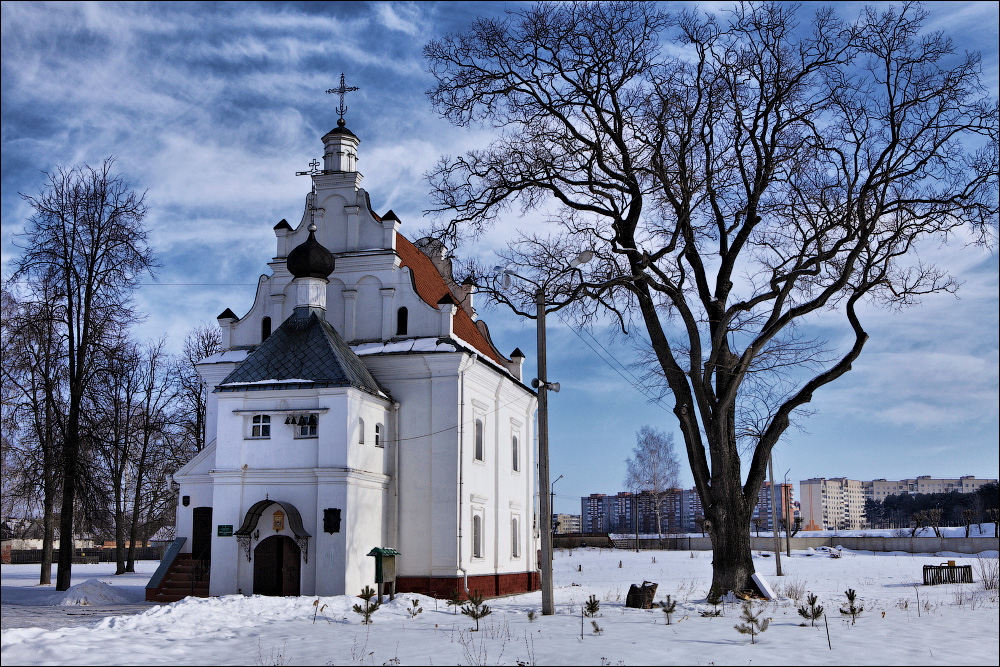
Kerk van Orthodox klooster (1624)
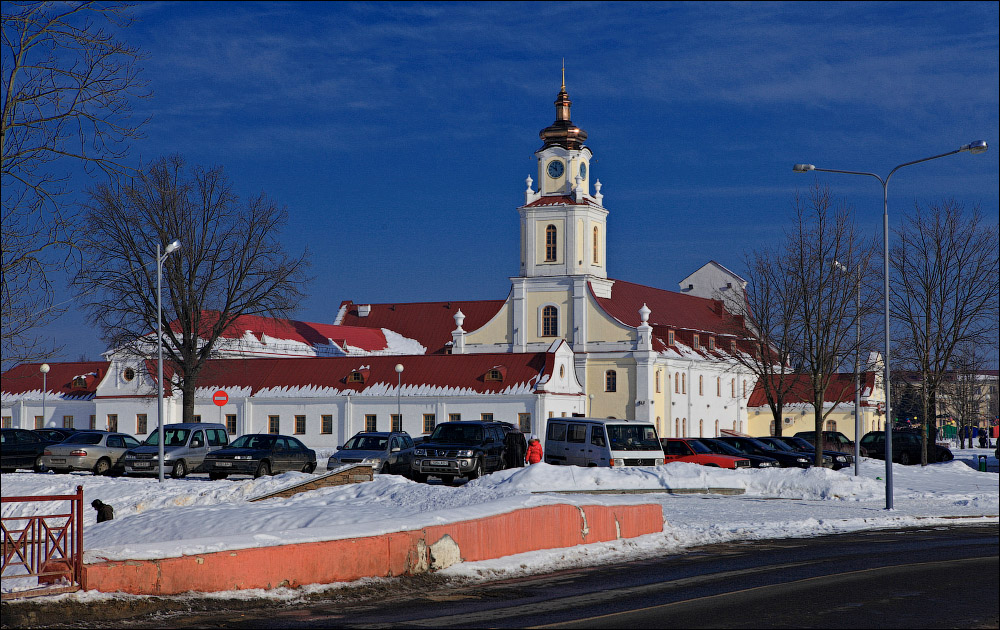
R.K. Jezuïtenklooster
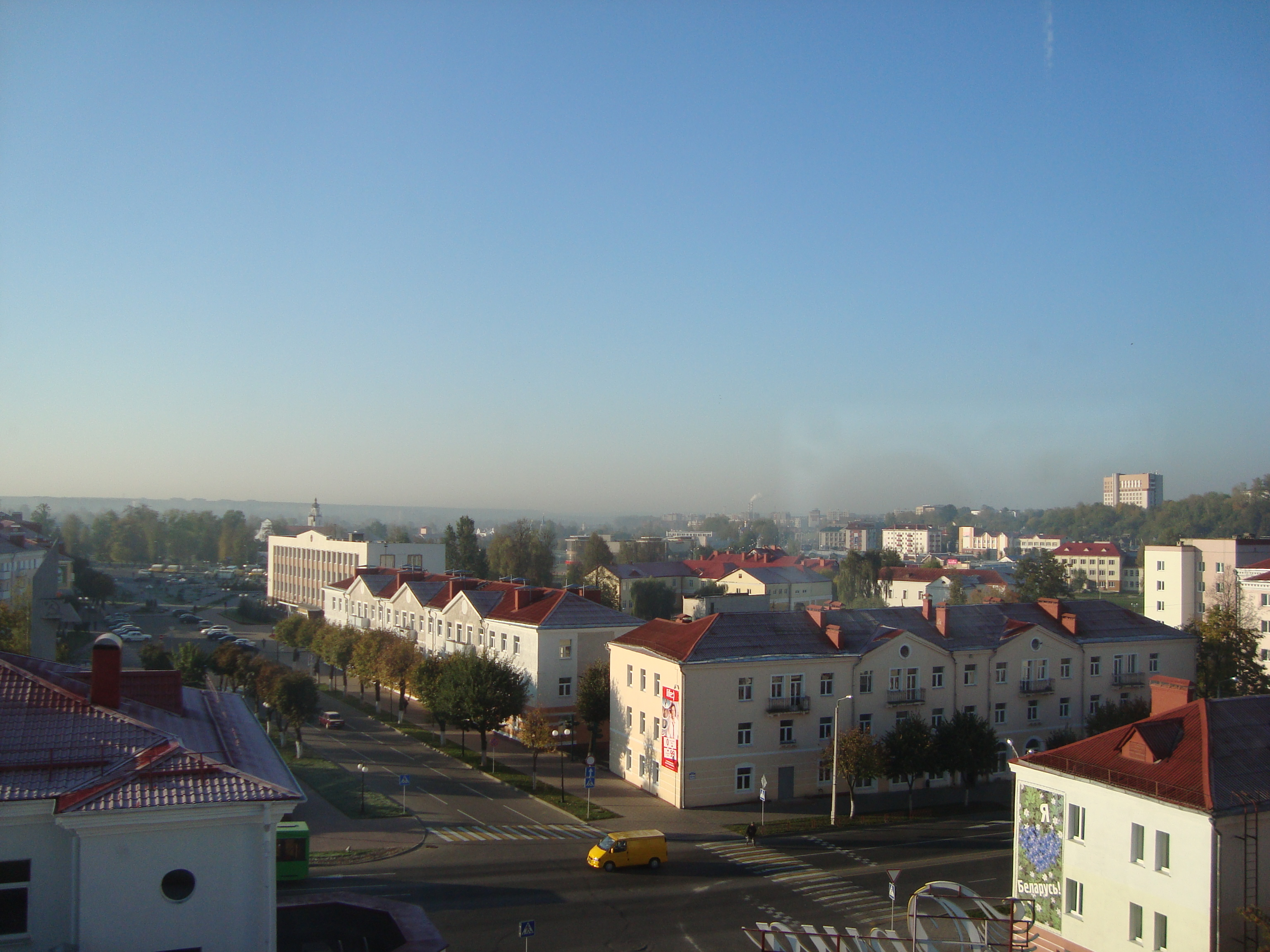
Straatbeeld Orsja
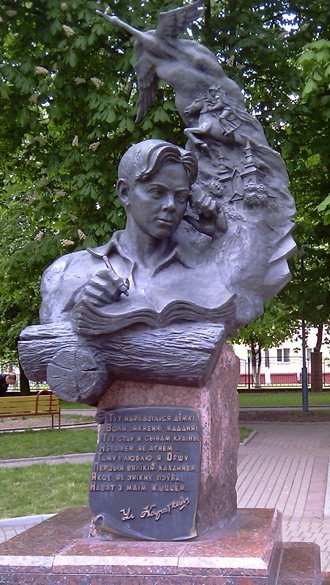
Monument voor Vladsimir Karatkevitsj, auteur
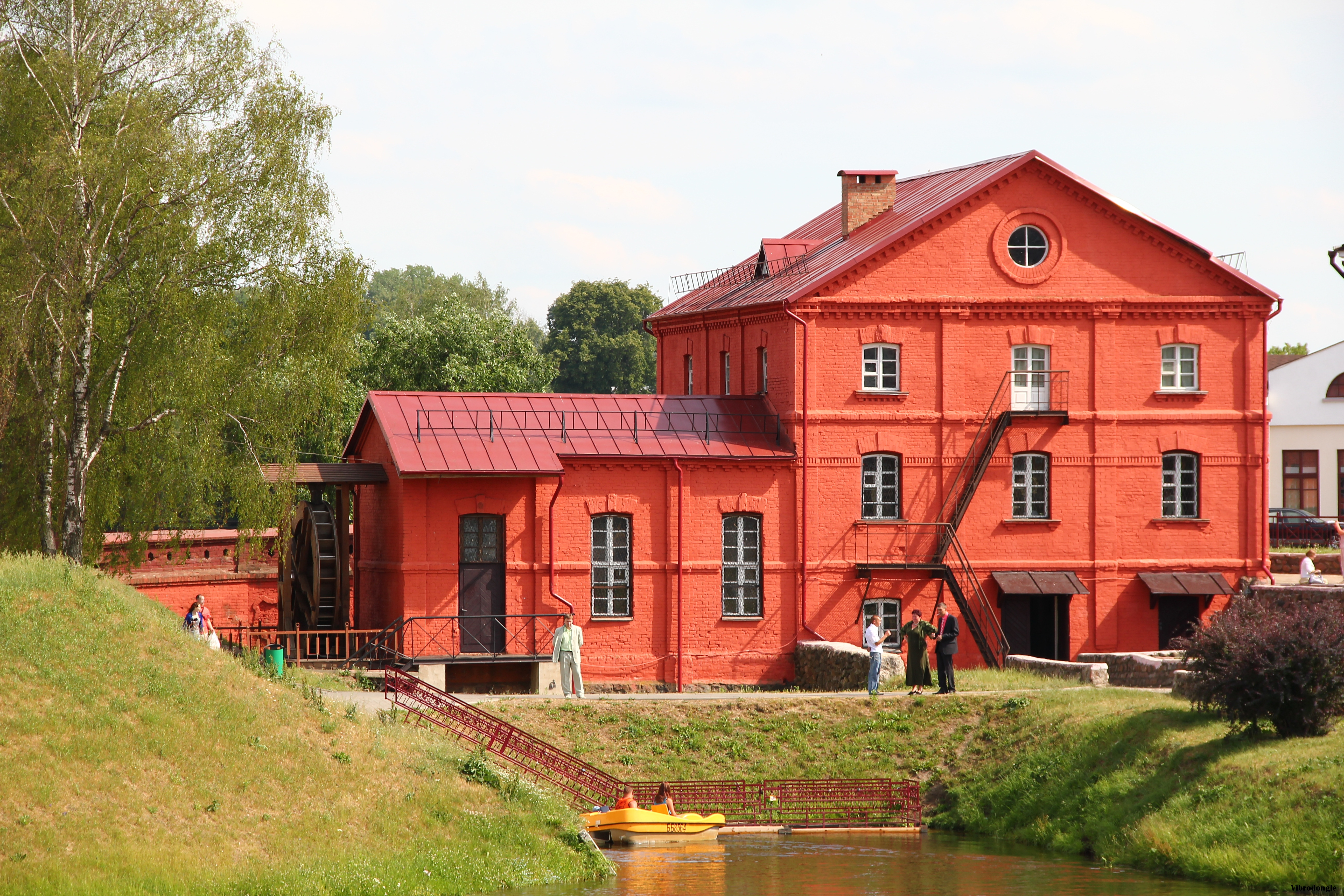
Watermolen (1902)
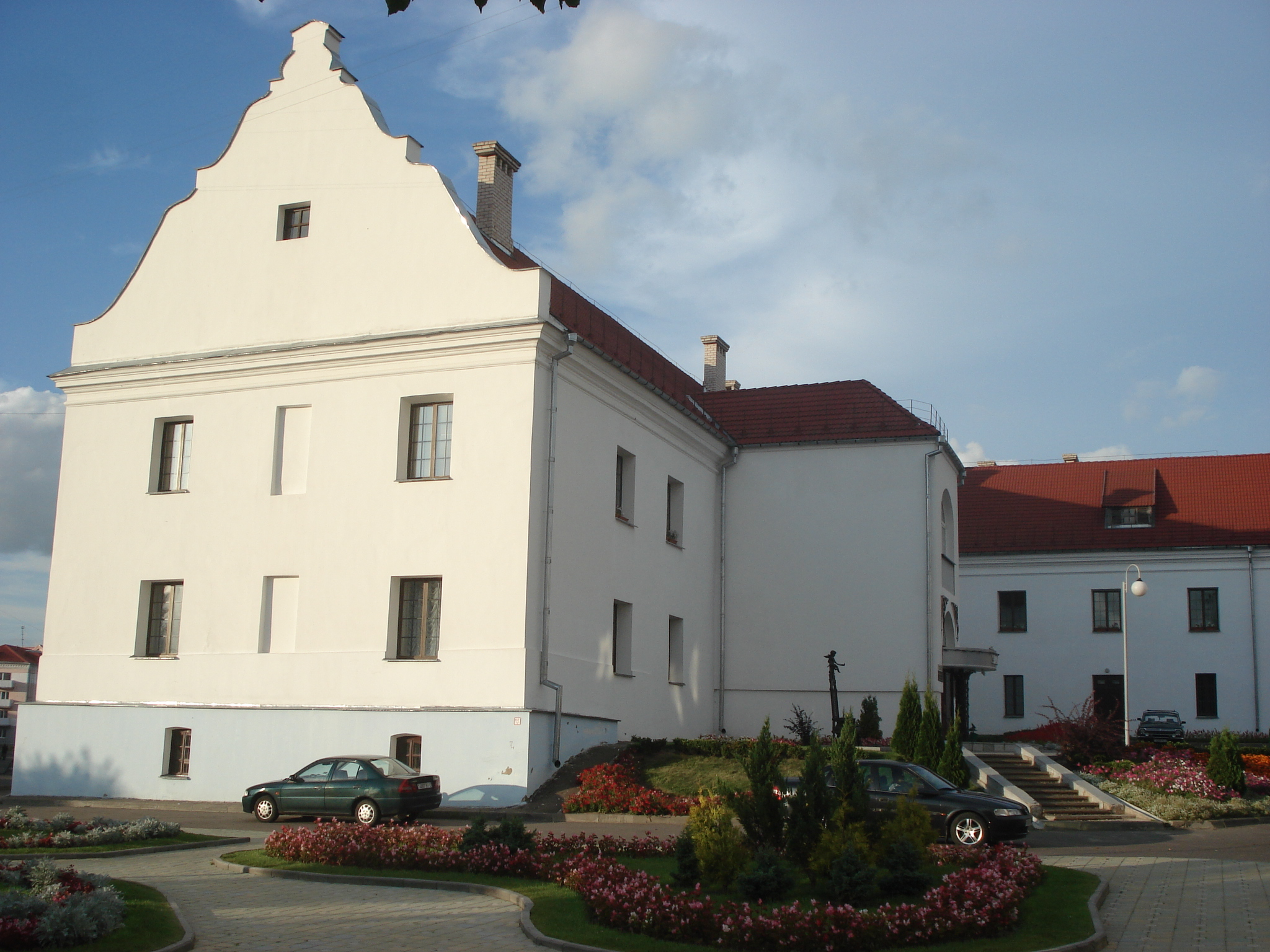
Voormalig klooster
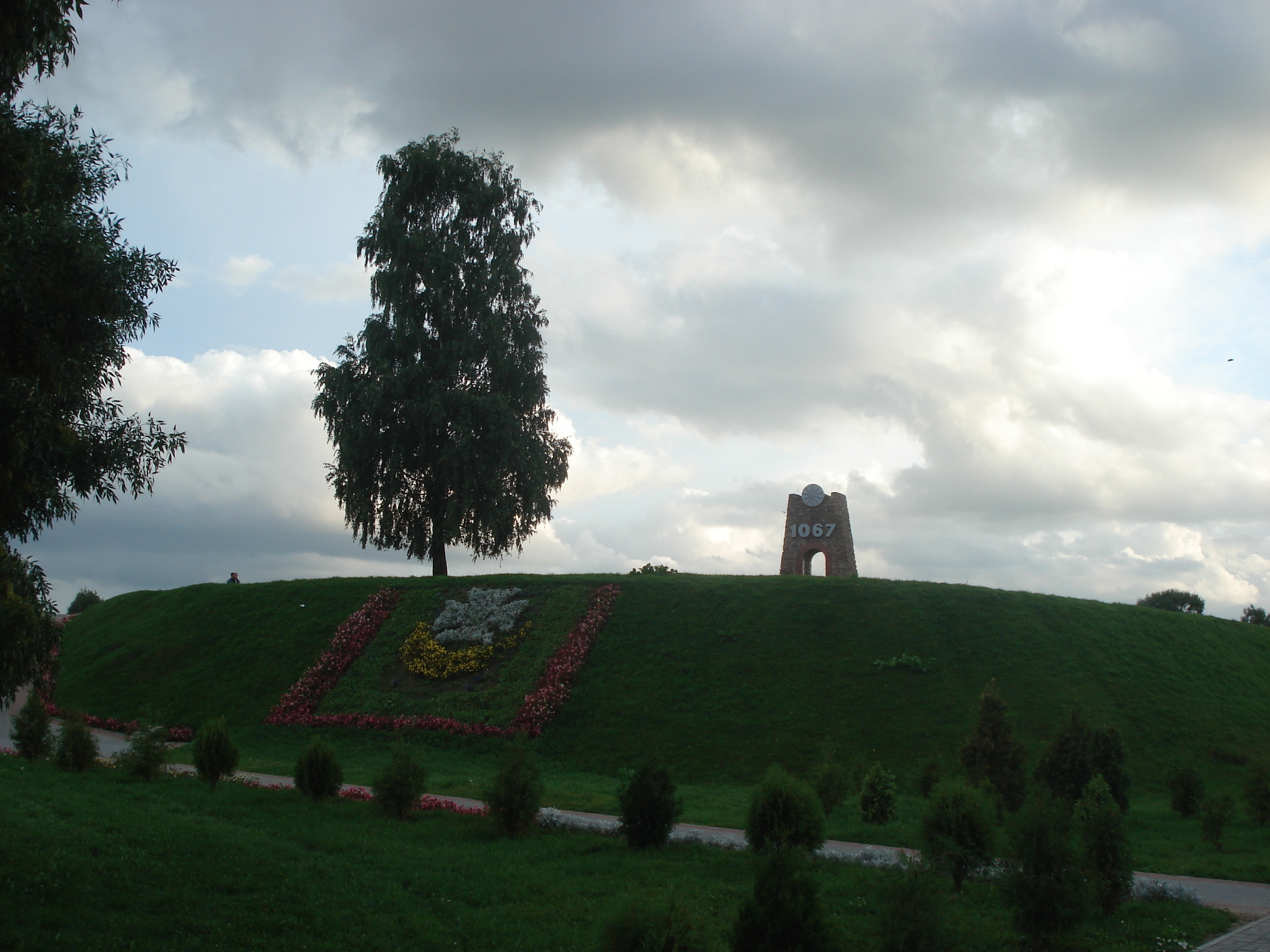
Locatie historisch kasteel

## Weblinks
- Foto's van de stad op de website Radzima.org